# أسا أندو
أسا أندو (باليابانية: 安藤麻؛ بالكانا: あんどう あさ) هي متزحلقة يابانية، ولدت في 24 أبريل 1996 في أساهيكاوا في اليابان.

## وصلات خارجية
- أسا أندو على موقع الاتحاد الدولي للتزلج (التزلج على المنحدرات الثلجية) (الإنجليزية)
- أسا أندو على موقع اللجنة الأولمبية الدولية (الإنجليزية)
- أسا أندو على موقع أوليمبيديا (الإنجليزية)